# DBK Sports
DRK Sports es una empresa española dedicada a la fabricación de ropa deportiva, ubicada en Muchamiel, en la provincia de Alicante.

## Historia
DRK Sports se creó en 2020 comenzando con la fabricación y distribución de camisetas. A partir de mediados de 2020 la marca se centró en el sector de los deportes, principalmente en los deportes electrónicos. Tras ser este último año de gran éxito, DBK comenzó a realizar las indumentarias de los equipos de deportes electrónicos más relevantes, tanto a nivel nacional como latinoamericano, convirtiéndose así en la empresa líder en la industria textil en el sector de los deportes electrónicos en España.

DRK es conocida por la gran cantidad de opciones de personalización en las camisetas, siendo esta del 100%, y otros productos como banderas, alfombrillas, mascarillas, entre otros. Esto hizo que muchos equipos electrónicos eligieran esta marca para hacer sus productos. En 2021 DBK Sports empezó a vestir a equipos de fútbol a nivel nacional, consiguiendo así, una mayor expansión de la marca, y en 2022 la empresa lanzó su primera línea de ropa propia de camisetas y sudaderas.

En 2021 comenzó un proceso de internacionalización, distribuyendo a más de 19 países de Europa, América y Asia.

## Campañas publicitarias
- 2020: Creación de camisetas personalizables.
- 2021: Creación de merchandising personalizables.
- 2022: DRK Sports: "Sportwear".
- 2022: DRK Sports: "Essential".
- 2022: DRK Sports: "Luminiscente".

## Patrocinios
| Nombre                 |                   |
| ---------------------- | ----------------- |
| Club Deportivo Olímpic | Bandera de España |
| C.D. Gomaialen         | Bandera de España |
| Denia eSports          | Bandera de España |
| Chiclana F.C. eSports  | Bandera de España |
| Elite War Club         | Bandera de España |
| Capacitanes            | Bandera de España |
| Ferret Alliance        | Bandera de España |
| Five Elements          | Bandera de España |
| Darkrad                | Bandera de España |
| 40 Klouth              | Bandera de España |
| 1Life                  | Bandera de España |
| Amaru                  | Bandera de España |
| 6 Stars                | Bandera de España |
| NEUC                   | Bandera de España |
| Albufera               | Bandera de España |
| GOAT United            | Bandera de España |
| Frat3rnity             | Bandera de España |
| Hércules eSports       | Bandera de España |
| Jamaus Gaming          | Bandera de España |
| UnderDogs              | Bandera de España |
| Valar Morghulis        | Bandera de España |
| Trisium                | Bandera de España |
| We ewKlas              | Bandera de España |
| La Nucía C.F. eSports  | Bandera de España |
| Linares eSports        | Bandera de España |
| Mighty Meerkats        | Bandera de España |
| Rivals                 | Bandera de España |
| Spanish Kingdom        | Bandera de España |
| Team Bravus            | Bandera de España |
| Inter de Veguin        | Bandera de España |
| Pawn Gaming            | Bandera de España |
| Oxygen Gaming          | Bandera de España |
| Wolfix Gaming          | Bandera de España |
| Wild Lions             | Bandera de España |
| Ex0tik Gaming          | Bandera de España |
| Team Sensez            | Bandera de España |
| Nassau Gaming          | Bandera de España |
| Alpha Sin              | Bandera de España |
| Stream Angels          | Bandera de España |
| Princess Gaming        | Bandera de España |
| Mind Invictus          | Bandera de España |